# Artanasa viettei
Artanasa viettei är en fjärilsart som beskrevs av Sergius G. Kiriakoff 1960. Artanasa viettei ingår i släktet Artanasa och familjen tandspinnare. Inga underarter finns listade i Catalogue of Life.